# 格拉内格
格拉内格是奥地利克恩顿州费尔德基兴县的一个市镇。总面积25.17平方公里，总人口2012人，人口密度79.9人/平方公里（2005年）。